# Dicliptera minbuensis
Dicliptera minbuensis är en akantusväxtart som beskrevs av Norman Loftus Bor. Dicliptera minbuensis ingår i släktet Dicliptera och familjen akantusväxter. Inga underarter finns listade i Catalogue of Life.